# Dolomedes gracilipes
Espèce
Dolomedes gracilipes est une espèce d'araignées aranéomorphes de la famille des Dolomedidae.

## Distribution
Cette espèce est endémique du Congo-Kinshasa.

## Description
Le mâle syntype mesure 15 mm et la femelle syntype 20 mm.

## Systématique et taxinomie
Cette espèce a été décrite par Lessert en 1928.

## Publication originale
- Lessert, 1928 : « Araignées du Congo recueillies au cours de l'expédition par l'American Museum (1909-1915). Deuxième partie. » Revue suisse de Zoologie, vol. 35, p. 303-352 (texte intégral).